# Eudorina
Eudorina je rod kolonijalnih zelenih algi iz porodice Volvocaceae. 

## Izgled
Kolonija je obično sastavljena od 32 stanice, rijeko 8, 16, 64 ili 128 stanica, koje se nalaze na rubovima želatinastog matriksa. Kuglastog je oblika, a stanice su okruglaste ili jajolike. Svaka stanica ima dva biča, koji služe za kretanje. Kloroplast je vrlo često izbrazdan, a unutar njega nalazi se jedan ili više pirenoida (bjelančevinasta područja s enzimom rubisco, koji služi za stvaranje škroba fotosintezom). U stanici su također dvije kontraktilne vakuole, koje izbacuju suvišnu vodu upijenu osmozom, te očnu pjegu.

## Neke vrste
- Eudorina californica
- Eudorina elegans
- Eudorina indica
- Eudorina unicocca

## Vanjske poveznice
- Youtube - video zapis